# Danilo Riethmüller
Danilo Riethmüller (ur. 13 listopada 1999 w Blankenburgu) – niemiecki biathlonista, medalista mistrzostw świata, wielokrotny medalista mistrzostw świata juniorów.

## Kariera
Pierwszy ran na arenie międzynarodowej pojawił się w 2016 roku, startując na igrzyskach olimpijskich młodzieży w Lillehammer. Zajął tam piąte miejsce w pojedynczej sztafecie mieszanej, siódme w sprincie i szóste w biegu pościgowym, a w sztafecie mieszanej zdobył srebrny medal. Podczas mistrzostw świata juniorów w Osrblie w 2017 roku zdobył brązowe medale w biegu indywidualnym, pościgowym i sztafecie. Na rozgrywanych dwa lata później mistrzostwach świata juniorów w Osrblie zajął drugie miejsce w sztafecie, a w biegu indywidualnym był trzeci. Ponadto na mistrzostwach świata juniorów w Lenzerheide w 2020 roku zwyciężył w biegu pościgowym, a w sztafecie był drugi.
W Pucharze Świata zadebiutował 18 stycznia 2024 roku w Rasen-Antholz, gdzie zajął 7. miejsce w biegu indywidualnym. Tym samym już w debiucie zdobył pierwsze punkty. Na podium zawodów tego cyklu po raz pierwszy stanął 22 grudnia 2024 roku w Le Grand-Bornand, kończąc bieg masowy na drugiej pozycji. W zawodach tych rozdzielił dwóch Norwegów: Tarjei Bø i Johannesa Thingnesa Bø.

## Osiągnięcia

### Mistrzostwa świata
| Rok  | Miejscowość | Konkurencje | Konkurencje | Konkurencje | Konkurencje | Konkurencje | Konkurencje | Konkurencje |
| Rok  | Miejscowość | IN          | SP          | PU          | MS          | RL          | MR          | SR          |
| ---- | ----------- | ----------- | ----------- | ----------- | ----------- | ----------- | ----------- | ----------- |
| 2025 | Lenzerheide | 22.         | 40.         | 50.         | –           | 3.          | –           | –           |

### Mistrzostwa świata juniorów
| Rok  | Miejscowość  | Konkurencje | Konkurencje | Konkurencje | Konkurencje | Konkurencje | Konkurencje | Konkurencje |
| Rok  | Miejscowość  | IN          | SP          | PU          | MS          | RL          | MR          | SR          |
| ---- | ------------ | ----------- | ----------- | ----------- | ----------- | ----------- | ----------- | ----------- |
| 2017 | Osrblie      | 3.          | 6.          | 3.          | nd.         | 3.          | nd.         | nd.         |
| 2018 | Otepää       | 4.          | 9.          | 9.          | nd.         | 6.          | nd.         | nd.         |
| 2019 | Osrblie      | 3.          | 11.         | 7.          | nd.         | 2.          | nd.         | nd.         |
| 2020 | Lenzerheide  | 14.         | 7.          | 1.          | nd.         | 2.          | nd.         | nd.         |
| 2021 | Obertilliach | 15.         | 19.         | 9.          | nd.         | 5.          | nd.         | nd.         |

### Puchar Świata

#### Miejsca w klasyfikacji generalnej
| Sezon     | Miejsce |
| --------- | ------- |
| 2023/2024 | 37.     |
| 2024/2025 | 26.     |

#### Miejsca na podium chronologicznie
| Lp. | Dzień      | Rok  | Miejscowość      | Konkurencja          | Lokata | Pudła   | Czas biegu | Strata | Zwycięzca |
| --- | ---------- | ---- | ---------------- | -------------------- | ------ | ------- | ---------- | ------ | --------- |
| 1.  | 22 grudnia | 2024 | Le Grand-Bornand | Bieg masowy na 15 km | 2.     | 0+1+0+0 | 37:20,8    | +4,0   | Tarjei Bø |